# Because I Love You (The Postman Song)
Because I Love You (The Postman Song) ist ein Lied des US-amerikanischen Popsängers Stevie B aus dem Jahr 1990. Dieser erreichte im Laufe der Zeit durch diverse Coverversionen immer wieder Chartplatzierungen.

## Entstehung und Veröffentlichung
Das Lied wurde von Warren Allen Brooks geschrieben beziehungsweise komponiert und vom Interpreten selbst produziert. Der Klammerzusatz „The Postman Song“ nimmt Bezug auf die erste Liedtextzeile „I got your letter from the postman just the other day“.
Die Erstveröffentlichung von Because I Love You (The Postman Song) erfolgte als Single im September 1990. Im gleichen Jahr erschien es als Teil von Stevie Bs drittem Studioalbum Love & Emotion.

## Kommerzieller Erfolg

### Chartplatzierungen
| ChartsChartplatzierungen       | Höchstplatzierung | Wochen |
| ------------------------------ | ----------------- | ------ |
| Deutschland (GfK)              | 9 (25 Wo.)        | 25     |
| Schweiz (IFPI)                 | 22 (7 Wo.)        | 7      |
| Vereinigte Staaten (Billboard) | 1 (23 Wo.)        | 23     |
| Vereinigtes Königreich (OCC)   | 6 (9 Wo.)         | 9      |

| ChartsJahrescharts (1991)      | Platzierung |
| ------------------------------ | ----------- |
| Deutschland (GfK)              | 30          |
| Vereinigte Staaten (Billboard) | 12          |
| Vereinigtes Königreich (OCC)   | 68          |

| ChartsChartplatzierungen | Höchstplatzierung | Wochen |
| ------------------------ | ----------------- | ------ |
| Deutschland (GfK)        | 25 (11 Wo.)       | 11     |
| Schweiz (IFPI)           | 41 (3 Wo.)        | 3      |

| ChartsChartplatzierungen | Höchstplatzierung | Wochen |
| ------------------------ | ----------------- | ------ |
| Deutschland (GfK)        | 7 (13 Wo.)        | 13     |
| Österreich (Ö3)          | 9 (17 Wo.)        | 17     |
| Schweiz (IFPI)           | 97 (1 Wo.)        | 1      |

| ChartsJahrescharts (2002) | Platzierung |
| ------------------------- | ----------- |
| Deutschland (GfK)         | 76          |
| Österreich (Ö3)           | 64          |

| ChartsChartplatzierungen | Höchstplatzierung | Wochen |
| ------------------------ | ----------------- | ------ |
| Deutschland (GfK)        | 72 (5 Wo.)        | 5      |
| Österreich (Ö3)          | 56 (6 Wo.)        | 6      |

### Auszeichnungen für Musikverkäufe
Stevie B

| Land/Region               | Auszeichnungen für Musikverkäufe (Land/Region, Auszeichnung, Verkäufe) | Verkäufe |
| ------------------------- | ---------------------------------------------------------------------- | -------- |
| Australien (ARIA)         | Gold                                                                   | 35.000   |
| Japan (RIAJ)              | Platin                                                                 | 100.000  |
| Vereinigte Staaten (RIAA) | Gold                                                                   | 500.000  |
| Insgesamt                 | 2× Gold · 1× Platin ·                                                  | 635.000  |